# Montmarlon
Montmarlon là một xã trong vùng hành chính Franche-Comté, thuộc tỉnh Jura, quận Lons-le-Saunier (quận), tổng Salins-les-Bains. Tọa độ địa lý của xã là 46° 52' vĩ độ bắc, 05° 57' kinh độ đông. Montmarlon nằm trên độ cao trung bình là 641 mét trên mực nước biển, có điểm thấp nhất là 630 mét và điểm cao nhất là 741 mét. Xã có diện tích 3.28 km², dân số vào thời điểm 2006 là 27 người; mật độ dân số là 8 người/km².

## Thông tin nhân khẩu
| 1962 | 1968 | 1975 | 1982 | 1990 | 1999 |
| ---- | ---- | ---- | ---- | ---- | ---- |
| 28   | 30   | 26   | 29   | 31   | 29   |